# IRICAV Uno
Il consorzio IRICAV Uno, altrimenti noto come Consorzio IRI per l'Alta Velocità Uno, è il consorzio che si è occupato della progettazione e  della costruzione della Linea Ferroviaria ad Alta Velocità Roma-Napoli.

## Storia
IRICAV Uno nasce nel 1991 su iniziativa di Iritecna (20%), Ansaldo Trasporti (15%), Società
Italiana per Condotte D'Acqua Spa (15%), Italstrade (5%), Astaldi (14%), ICLA Costruzioni Generali Spa (14%), Vianini Lavori (14%), Consorzio
cooperative Costruzioni (3%).
Il 15 ottobre 1991 firmano la convenzione con TAV S.p.A. per la progettazione esecutiva e la realizzazione della linea ad alta velocità Roma-Napoli.
Nel 1994 iniziano i lavori, caratterizzati da ritardi burocratici per via dei ricorsi esperiti dai soggetti colpiti da espropri e dai ritrovamenti archeologici: il primo lotto funzionale (dal Km 12 al Km 198) venne consegnato per l'esercizio commerciale a dicembre 2005. Il secondo e ultimo lotto (dal Km 198 al Km 216) a dicembre 2009.
Ad oggi il consorzio è ancora esistente, ma con il passare del tempo e il subentro di Fintecna ad Iritecna, è cambiato l'azionariato: Condotte ha il 34.87%, Astaldi il 27.91%, Ansaldo STS il 17.44%, Vianini il 16.28%, CCC il 3.49, Fintecna 0.01%.